# Sedum alamosanum
Sedum alamosanum är en fetbladsväxtart som beskrevs av S. Wats.. Sedum alamosanum ingår i Fetknoppssläktet som ingår i familjen fetbladsväxter. Inga underarter finns listade i Catalogue of Life.